# Mycodrosophila rosemaryae
Mycodrosophila rosemaryae är en tvåvingeart som beskrevs av Bock 1980. Mycodrosophila rosemaryae ingår i släktet Mycodrosophila och familjen daggflugor. Inga underarter finns listade i Catalogue of Life.